# 福井市国見中学校
福井市国見中学校（ふくいし くにみちゅうがっこう）は、福井県福井市鮎川町にある公立中学校。

## 沿革
- 1947年（昭和22年）5月 - 国見村国見中学校開校
- 1959年（昭和34年）2月 - 国見村が福井市に編入により、現校名に改称
- 1989年（平成1年）3月 - 新校舎完成[1]

## 通学区域
- 鮎川町・大丹生町・国見町・小丹生町・白浜町[2]

## 進学前小学校
- 福井市国見小学校

## 交通
- 京福バス鮎川線 「国見校前」下車。